# Dave McDonald
David Bruce McDonald (né le 20 mai 1943 à New Albany, Indiana, États-Unis et mort le 19 mai 2017 à Pompano Beach) est un ancien joueur de premier but au baseball.
Il évolue dans la Ligue majeure de baseball, disputant 9 matchs pour les Yankees de New York durant la saison 1969, puis 24 pour les Expos de Montréal en 1971. En 33 parties jouées au total dans le baseball majeur, Dave McDonald réussit 9 coups sûrs en 62 présences au bâton, dont un coup de circuit pour Montréal. Les Expos l'obtiennent des Yankees en mai 1970 en échange du lanceur droitier Gary Waslewski, puis le transfèrent avant la saison 1971 aux Giants de San Francisco pour le joueur de deuxième but Ron Hunt, avant de racheter son contrat quelques semaines après. McDonald passe l'essentiel de sa carrière professionnelle dans les ligues mineures, y disputant 1 323 parties en 13 années, de 1962 à 1974 et y évoluant comme premier but, receveur et voltigeur. Il joue son baseball universitaire pour les Cornhuskers de l'université du Nebraska à Lincoln.